# 우지초족
우지초족(友知草族, 학명: Cochlearieae 코클레아리에아이[*])은 배추과의 족이다.

## 하위 분류
- 우지초속(Cochlearia L.)
- Ionopsidium Rchb.